# フリードリヒ・ヴィルヘルム3世 (プロイセン王)
フリードリヒ・ヴィルヘルム3世（Friedrich Wilhelm III., 1770年8月3日 - 1840年6月7日）は、プロイセン国王（在位：1797年11月16日 - 1840年6月7日）。家庭においてはよい父だったが、消極的な平和主義に固執し、ナポレオン・ボナパルトとの戦いに敗れるという危機の時代にあっても改革運動を主導する能力と意欲を欠いていた。しかしこの時代、プロイセンには文武ともに有能な人材を輩出し、近代化も進んでいった。

## 生涯
フリードリヒ・ヴィルヘルム3世は1770年8月3日、ポツダムでフリードリヒ・ヴィルヘルム2世とその妃フリーデリケとの間に生まれた。彼は父王の果てしない漁色に嫌悪を感じながら育ち、「分かる。不愉快」といった主語を欠いた横柄に響く断片的な話し方を身につけた。王は主語を欠いた動詞の人称を無視して不定詞のまま使用したので“König Infinitiv”「不定詞王」とあだ名されるようになった。
1793年12月24日、フリードリヒ・ヴィルヘルム3世は美貌で名高いメクレンブルク＝シュトレーリッツ公女ルイーゼと結婚した。彼は父のように何人も愛人を持つことなくルイーゼだけを愛したので夫婦仲は円満であり、国民からは理想の夫婦として敬われた。1797年11月16日、フリードリヒ・ヴィルヘルム3世は父の後を継いでプロイセン国王に即位したが、王家としては質素で市民的な生活を続けた。王は即位すると父の愛妾たちを宮廷から追放し、最も権勢を誇っていたヴィルヘルミーネ・エンケを横領・詐欺・国家反逆の廉でグローガウに幽閉している。
フリードリヒ・ヴィルヘルム3世は王領地の農奴を解放するなどある程度進歩的な政策を実行したが、これらの改革はユンカーたちと土地との確固たる結びつきを破壊することができず、王の優柔不断のせいで遅々として進まなかった。王の側近の1人は「王の一番好きな時は考えている時だ」と密かにもらしている。
プロイセンはフランス革命へ干渉したことで、フランスから有利な講和を引き出していたが、ナポレオンはロシアとの関係悪化にともなってプロイセンを味方につけようとした。しかしフリードリヒ・ヴィルヘルム3世の優柔不断は平和維持に固執し、ナポレオンの怒りを買ってその進軍を招いた。名誉を汚されたと感じた国王は無計画に戦争状態に入り、1806年7月9日にイェーナとアウエルシュタットでプロイセン軍は常勝ナポレオン軍に敗れた。
プロイセン軍は余力を残していたにもかかわらず速やかに降伏し、ベルリンに入城したナポレオンは市民の歓呼で迎えられ、国王と家族はケーニヒスベルクに逃れた。勝ち目のない戦いが続くなか、無能な王に代わって、少しでも有利な条件での講和を求めて奔走したのはルイーゼ王妃だった。このため彼女は国家の崩壊を防いだとして、王国中の賛美と尊敬を集めた。
1807年7月7日に結ばれたティルジット条約で、領土の半分を失ったものの滅亡を免れたプロイセンでは、軍事でも行政でも改革が始まる。しかしその先頭に立ったのは王ではなく、シュタイン、ハルデンベルク、フンボルト、グナイゼナウ、シャルンホルストなどの臣下たちだった。またフィヒテらの愛国主義者によって、プロイセン王国のナショナリズムも高まった。
ナポレオンが敗れてプロイセンが以前の勢力を取り戻した後、改革によって達成された自由はフリードリヒ・ヴィルヘルム3世の反動政策によって再び旧に復した。王は、1815年に発生したブルシェンシャフト運動を弾圧したメッテルニヒの影響によって反動姿勢を強め、1819年のカールスバート決議に基いて民族主義を唱える学生たちを弾圧、フリードリヒ・ルートヴィヒ・ヤーンやエルンスト・モーリッツ・アルント、フリッツ・ロイターなどの自由主義者を投獄するよう命じている。
フリードリヒ・ヴィルヘルム3世はまた、国内の宗教を超宗派的に結集することを望んで、1817年にルター派とカルヴァン派を合同したプロイセン福音主義教会を結成させた。一方でラインラントに多かったカトリックや教会合同を拒否した古ルター派教会に対しては不寛容になった。
1810年にルイーゼ王妃が薨去したあとは独身であったが、1824年ハラハ伯爵夫人アウグステと再婚した。1840年6月7日フリードリヒ・ヴィルヘルム3世はベルリンで崩御し、長子フリードリヒ・ヴィルヘルム4世が後を継いだ。
1826年、ベートーヴェンから「交響曲第9番 ニ短調『合唱つき』」を献呈される。

## 子女
王妃ルイーゼとの間には、以下の5男4女（死産の1児を除く）をもうけた。後妻のアウグステとの間に子供はいない。
- 女子（1794年、死産）
- フリードリヒ・ヴィルヘルム（1795年 - 1861年） - プロイセン国王 フリードリヒ・ヴィルヘルム4世
- ヴィルヘルム・フリードリヒ・ルートヴィヒ（1797年 - 1888年） - プロイセン国王 ドイツ皇帝ヴィルヘルム1世
- フリーデリケ・ルイーゼ・シャルロッテ・ヴィルヘルミーネ（1798年 - 1860年） - ロシア皇帝ニコライ1世妃、ロシア名アレクサンドラ
- フリーデリケ・アウグステ・カロリーネ・アマーリエ（1799年 - 1800年）
- フリードリヒ・カール・アレクサンダー（1801年 - 1883年） - 聖ヨハネ騎士団総長
- フリーデリケ・ヴィルヘルミーネ・アレクサンドリーネ・マリー・ヘレーネ（1803年 - 1892年） - メクレンブルク＝シュヴェリーン大公パウル・フリードリヒ妃
- フェルディナント・フリードリヒ・ユリウス・レオポルト（1804年 - 1806年）
- ルイーゼ・アウグステ・ヴィルヘルミーネ・アマーリエ（1808年 - 1870年） - オランダ王子フレデリック妃
- フリードリヒ・ハインリヒ・アルブレヒト（1809年 - 1872年）

## 系図
| フリードリヒ1世               |                 |                 |                 |                 |                 |  |  |                               |                               |                               |                               |                               |                               |  |  |                 |                 |                 |                 |                 |                 |  |  |  |  |  |  |  |  |  |  |  |  |  |  |
|                               |                 |                 |                 |                 |                 |  |  |                               |                               |                               |                               |                               |                               |  |  |                 |                 |                 |                 |                 |                 |  |  |  |  |  |  |  |  |  |  |  |  |  |  |
| フリードリヒ・ヴィルヘルム1世 |                 |                 |                 |                 |                 |  |  |                               |                               |                               |                               |                               |                               |  |  |                 |                 |                 |                 |                 |                 |  |  |  |  |  |  |  |  |  |  |  |  |  |  |
|                               |                 |                 |                 |                 |                 |  |  |                               |                               |                               |                               |                               |                               |  |  |                 |                 |                 |                 |                 |                 |  |  |  |  |  |  |  |  |  |  |  |  |  |  |
|                               |                 |                 |                 |                 |                 |  |  |                               |                               |                               |                               |                               |                               |  |  |                 |                 |                 |                 |                 |                 |  |  |  |  |  |  |  |  |  |  |  |  |  |  |
| フリードリヒ2世               | フリードリヒ2世 | フリードリヒ2世 | フリードリヒ2世 | フリードリヒ2世 | フリードリヒ2世 |  |  | アウグスト・ヴィルヘルム      | アウグスト・ヴィルヘルム      | アウグスト・ヴィルヘルム      | アウグスト・ヴィルヘルム      | アウグスト・ヴィルヘルム      | アウグスト・ヴィルヘルム      |  |  |                 |                 |                 |                 |                 |                 |  |  |  |  |  |  |  |  |  |  |  |  |  |  |
| フリードリヒ2世               | フリードリヒ2世 | フリードリヒ2世 | フリードリヒ2世 | フリードリヒ2世 | フリードリヒ2世 |  |  | アウグスト・ヴィルヘルム      | アウグスト・ヴィルヘルム      | アウグスト・ヴィルヘルム      | アウグスト・ヴィルヘルム      | アウグスト・ヴィルヘルム      | アウグスト・ヴィルヘルム      |  |  |                 |                 |                 |                 |                 |                 |  |  |  |  |  |  |  |  |  |  |  |  |  |  |
|                               |                 |                 |                 |                 |                 |  |  | フリードリヒ・ヴィルヘルム2世 |                               |                               |                               |                               |                               |  |  |                 |                 |                 |                 |                 |                 |  |  |  |  |  |  |  |  |  |  |  |  |  |  |
|                               |                 |                 |                 |                 |                 |  |  |                               |                               |                               |                               |                               |                               |  |  |                 |                 |                 |                 |                 |                 |  |  |  |  |  |  |  |  |  |  |  |  |  |  |
|                               |                 |                 |                 |                 |                 |  |  | フリードリヒ・ヴィルヘルム3世 |                               |                               |                               |                               |                               |  |  |                 |                 |                 |                 |                 |                 |  |  |  |  |  |  |  |  |  |  |  |  |  |  |
|                               |                 |                 |                 |                 |                 |  |  |                               |                               |                               |                               |                               |                               |  |  |                 |                 |                 |                 |                 |                 |  |  |  |  |  |  |  |  |  |  |  |  |  |  |
|                               |                 |                 |                 |                 |                 |  |  |                               |                               |                               |                               |                               |                               |  |  |                 |                 |                 |                 |                 |                 |  |  |  |  |  |  |  |  |  |  |  |  |  |  |
|                               |                 |                 |                 |                 |                 |  |  | フリードリヒ・ヴィルヘルム4世 | フリードリヒ・ヴィルヘルム4世 | フリードリヒ・ヴィルヘルム4世 | フリードリヒ・ヴィルヘルム4世 | フリードリヒ・ヴィルヘルム4世 | フリードリヒ・ヴィルヘルム4世 |  |  | ヴィルヘルム1世 | ヴィルヘルム1世 | ヴィルヘルム1世 | ヴィルヘルム1世 | ヴィルヘルム1世 | ヴィルヘルム1世 |  |  |  |  |  |  |  |  |  |  |  |  |  |  |
|                               |                 |                 |                 |                 |                 |  |  | フリードリヒ・ヴィルヘルム4世 | フリードリヒ・ヴィルヘルム4世 | フリードリヒ・ヴィルヘルム4世 | フリードリヒ・ヴィルヘルム4世 | フリードリヒ・ヴィルヘルム4世 | フリードリヒ・ヴィルヘルム4世 |  |  | ヴィルヘルム1世 | ヴィルヘルム1世 | ヴィルヘルム1世 | ヴィルヘルム1世 | ヴィルヘルム1世 | ヴィルヘルム1世 |  |  |  |  |  |  |  |  |  |  |  |  |  |  |
|                               |                 |                 |                 |                 |                 |  |  |                               |                               |                               |                               |                               |                               |  |  | フリードリヒ3世 |                 |                 |                 |                 |                 |  |  |  |  |  |  |  |  |  |  |  |  |  |  |
|                               |                 |                 |                 |                 |                 |  |  |                               |                               |                               |                               |                               |                               |  |  |                 |                 |                 |                 |                 |                 |  |  |  |  |  |  |  |  |  |  |  |  |  |  |
|                               |                 |                 |                 |                 |                 |  |  |                               |                               |                               |                               |                               |                               |  |  | ヴィルヘルム2世 |                 |                 |                 |                 |                 |  |  |  |  |  |  |  |  |  |  |  |  |  |  |

1. 1701年 - 1772年：プロイセンの王（König in Preußen）
2. 1772年 - 1918年：プロイセン国王（König von Preußen）
3. 1871年 - 1918年：2.に兼ねてドイツ皇帝（Deutscher Kaiser）